# 乾宇電池特大集資詐騙案
乾宇電池特大集資詐騙案發生於中華人民共和國江蘇省，時間跨距從2007年至2012年，直到2015年12月判決。詐騙金額超過人民幣十億元，涉及三千多人被騙，此案被江蘇檢察院列為典型案例。

## 案情
2007年起陳評開始對外非法集資，首先大辦各種說明會造勢，請主持人吹捧自己身價和專利技術，在江苏打開知名度，之後許諾年分紅24%的高利率要求大眾投資，並組織人群參觀廠區，尤其定向宣傳有老本的老年人群，不少老人棺材本上百萬元被騙走或是治病錢被騙走。
其宣傳主軸是虛構自己突破新電池技術專利權的多晶硅電池能用於軍用、核武用等誇張用語，民用更是前途廣闊，利潤率可達十倍，各種編造騙局，然而其確實做過一段時間鉛酸等老電池而有個廠區，不斷帶人來參觀機器設備取信於人。自稱名下資產就三億多，同時還有外商排隊拿錢20多億人民幣來投資等題材假造大量文宣資料發放，稱一般人你要是不趕緊投資，股權就將額滿失去機會。之後幾年還在年底舉辦聯歡會邀請投資人來大擺宴席，並有主持人宣布公司營業額創幾億的假報告，還聲稱不懼當時金融海嘯逆勢成長業績180%等騙術，騙取更多投資和邀客人再去拉客人。
然而2011年9月開始有投資人發現分紅沒到帳，那時整個龐式騙局已經開始崩塌，受害人開始要債時公司以暫時周轉問題推託，陳評親自拍攝小視頻表示是國家對美金兌換人民幣趨嚴導致的，他其實有錢在國外銀行，還出示一張假造的外國銀行存摺顯示有80億人民幣和5億歐元現金。之後數月還是沒有分紅，又推託是公司被環保檢查不合格而停工造成，眾多民眾報案後公安介入將其抓捕，之後以非法吸收公眾存款罪移送南京檢察院起訴。
南京檢察院發現案情重大，派出女檢察官余楓霜偵辦，其為法學博士曾獲選全國優秀公訴人、江蘇省十佳公訴人。余楓霜偵查過程中發現案情不單純，可能不只是非法吸收公眾存款，而有集資詐騙。因為其稱的電池科技一開始就不存在，同時眾多款項並非用於公司，集合反洗錢中心和多家銀行的配合調查，發現十億多集資款只有1.68億元用於公司生產，3億多用於龐式騙局的分紅支付，另有1.4億匯入老婆名下其老婆還花用了一千多萬(之後其妻以洗錢罪被判處七年徒刑並沒收資產)，而另外4億多至今不明。同時其兩間老舊廠房的納稅紀錄和帳本證明年營收只有幾百萬元，而利潤為負的虧損，與其動輒宣傳的身價幾億大老闆落差甚大，且生產的是最老舊的鉻電池，基本要被業界淘汰，兩座廠房也早已抵押借款負債累累。
但此時節外生枝，三千多人的受害人中出現一批「保陳派」其還活在謊言和自我催眠中，認為真的是有這電池科技，且是法院種種找麻煩才造成資金斷裂，要是陳評能放出來繼續經營，是有希望還錢。保陳派還組織人去法院鬧場並請來街頭流氓對余楓霜恐嚇。但這些對案情推進都沒有造成干擾，最終陳評以集資詐騙起訴，2015年3月判處死刑後緩刑，之後上訴期間恰逢司法改革集資詐騙最高罪刑降為無期徒刑，同年12月被判無期徒刑並沒收資產與民事賠償一切詐騙所得。同案另有七名業務員曾替其演戲吹捧虛構共同假象用以集資，亦獲罪。

## 案件教訓
江苏省检察院的警示宣傳表明此類案件在社會多發，差別僅在金額高低，其實用基本邏輯一想不難避免：
- 其許諾24%回報那表示利潤率超過給你的分紅之上，加上營運成本表示至少要55%利潤才能運轉，試問社會上還有什麼生意能如此高毛利，首先必須有質疑心態，深入查證，若沒有查證真假能力寧可不碰，例如本案投資人沒有一人懂得目前電池科技詳細原理和業界生態卻敢投資。
- 所有的排場在目前社會都可以用極低資金租得，例如大辦宴席的會場、主持人、五星飯店會議廳、市中心摩天大樓裡的辦公室甚至廠房廠區，都是只要不多的錢就能暫時租到或借用，不可用排場來評斷一個人好壞。
- 生财有道，應选择正规的投资机构、投资方式，不要輕信所謂朋友介紹、路邊廣告。

## 主犯
陳評，1956年生江苏省射阳县人，大学文化。設有下列公司
- 江苏乾宇集团有限公司
- 江苏统博华泰电源有限公司
- 华龄老年产业投资江苏有限公司
- 江苏乾统硅导体有限公司
- 江苏中值电子股份有限公司
- 江苏紫汇资本管理有限公司
- 江苏统博能源股份有限公司
- 江苏乾唐硅晶体有限公司

其中僅乾宇集团和乾唐硅有廠房和設備曾經運營一段時間，其餘都是空殼紙上公司。